# Musō Soseki

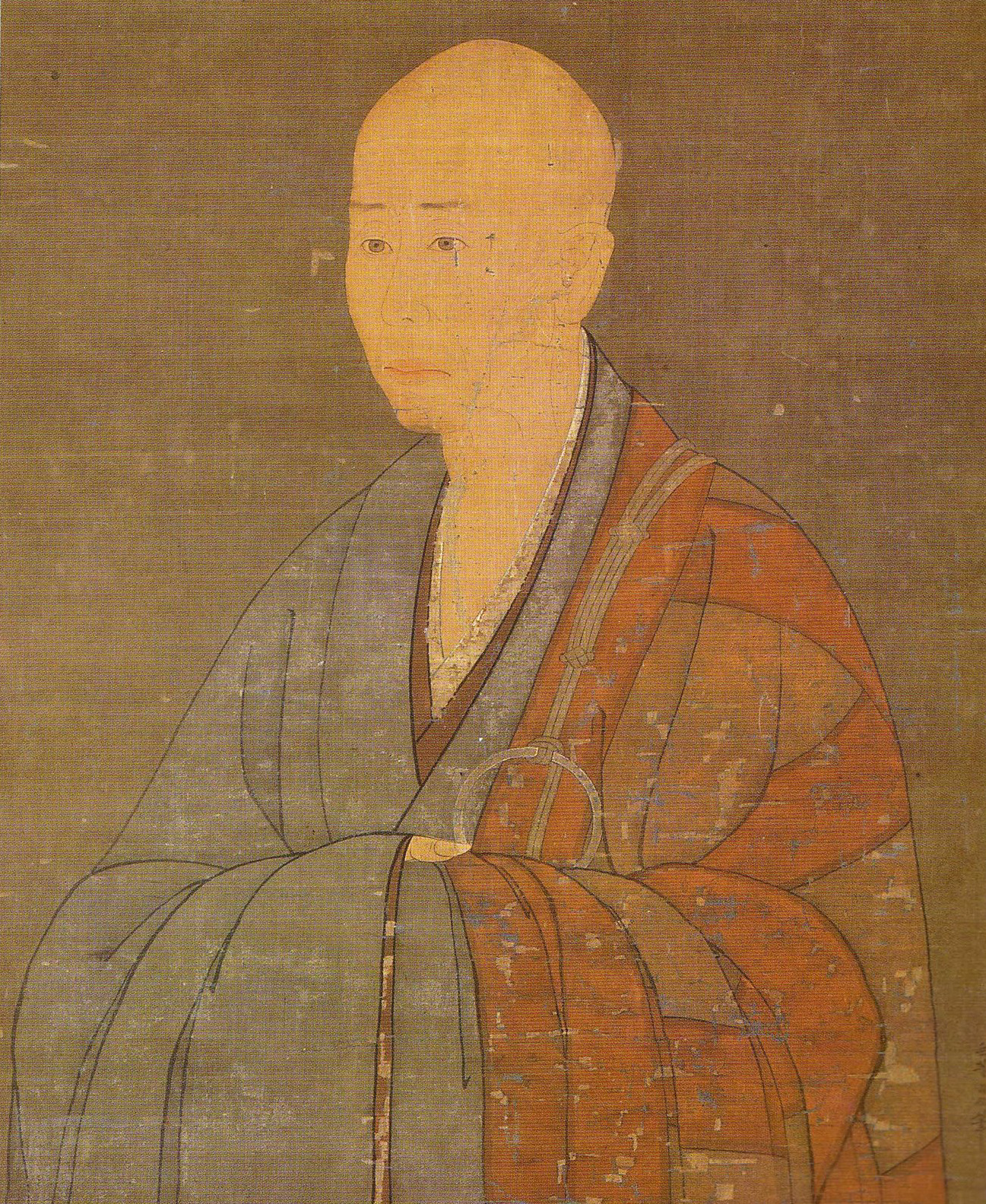

Musō Soseki (Japans: 夢窓 疎石) (1275 - 20 oktober 1351) was een Rinzai zen-boeddhistische monnik en leraar, kalligraaf, dichter en tuinarchitect. Hij was de beroemdste monnik van zijn tijd en was daarom gekend als Musō Kokushi (夢窓国師) ("nationale Zenleraar"), een eretitel aan hem verleend door keizer Go-Daigo. Zijn moeder was de dochter van Hojo Masamura (1264-1268) (zevende regent van het Kamakura-shogunaat).